# Morris Canal
Der Morris Canal war ein Schifffahrtskanal in New Jersey in den Vereinigten Staaten, der von 1824 bis 1836 auf Initiative der Unternehmers George McCulloch aus Morristown gebaut wurde und bis 1924 in Betrieb war. Der Kanal wurde von der Morris Canal and Banking Company (MC&BC) betrieben und diente hauptsächlich dem Transport hochwertiger Anthrazitkohle vom Lehigh Valley in Pennsylvania zu den Industriestandorten in Newark und New York City. Das Hauptmerkmal des Kanals war die Anwendung von 23 schiefen Ebenen zur Überwindung der großen Höhendifferenzen, weshalb er sowohl ein Denkmal im National Register of Historic Places ist, wie auch ein bedeutendes Ingenieurbauwerk auf der Liste der Historic Civil Engineering Landmarks.

## Verlauf
Die Wasserstraße beginnt in Phillipsburg beim Delaware River und folgt dann ungefähr dem Verlauf der Staatsstraße NJ-57 in Richtung Lake Hopatcong, wobei eine Höhendifferenz von 760 Fuß (ca. 230 Meter) überwunden werden musste. Vom See erfolgt der Abstieg zur Newark Bay, wo eine Höhendifferenz von 914 Fuß (280 m) zu überwinden war. Verglichen mit dem Eriekanal, der ein durchschnittliches Gefälle von ungefähr einem Fuß pro Meile hatte (knapp 20 cm pro Kilometer), hatte der Morris-Kanal ein wesentlich größeres Gefälle. Er überwand auf einer Meile Kanallänge durchschnittlich 18 Fuß (ca. 3,4 m pro Kilometer), was sich alleine durch konventionelle Schleusen nicht mehr wirtschaftlich überwinden ließ. Der Kanal benutzte deshalb ein System von 23 schiefen Ebenen, auch Rollberge genannt, womit pro Abstiegsbauwerk bis zu 30 m Höhendifferenz überwinden konnten. Daneben kamen aber auch 23 konventionelle Schleusen und 11 Schutzschleusen zum Einsatz.

## Betrieb
Neben Kohle wurde auch Eisenerz, Landesprodukte und anderes auf dem Kanal transportiert. Die Kähne wurden von jeweils zwei Maultieren gezogenen, die von einem Jungen geführt wurden. Auf dem Kahn stand ein Rudergänger. Die Transportleistung erreichte 1860 ihren Höhepunkt. In diesem Jahr wurden über 800.000 Tonnen Güter transportiert und die Kanalgesellschaft erzielte fast 140.000 US-Dollar Einnahmen. Danach nahm das Transportvolumen stetig ab. Nach den 1890er Jahren wurde der Transport von Eisenerz eingestellt. 1902 betrug das Transportvolumen nur noch knapp 25.000 Tonnen.

## Abmessungen
Die ersten Boote hatten eine Zuladung von 23 Tonnen. Ab 1845 kamen zweiteilige Boote, sogenannte Section boats zum Einsatz, deren beiden Teile gelenkig miteinander verbunden waren, sodass sie für den Transport auf den schiefen Ebenen geteilt werden konnten. Diese Boote fassten 44 Tonnen Last. Ab 1860 wurden größere Section boats eingesetzt, die 70 total Tonnen fassten. Sie waren 87,5 Fuß (ca. 27 m) lang, 10,5 Fuß (3,2 m) breit und hatten eine Tiefgang von 4,5 Fuß (1,4 m), wenn sie beladen waren.

## Schiefe Ebenen
Die schiefen Ebenen bestanden aus einem Gleis auf dem jeweils zwei gekoppelte Wagen für den Transport der Kähne liefen. Der Antrieb erfolgte mit Wasser aus dem Kanal, das einem Maschinenhaus zugeführt wurde, welches das Windwerk antrieb, das die Wagen mit einem Seil die Rampe hochzog. Anfänglich kamen oberschlächtige Wasserräder zum Einsatz, die bei einem Umbau in den 1850er Jahren durch Reaktionsturbinen System Scotch ersetzt wurden.

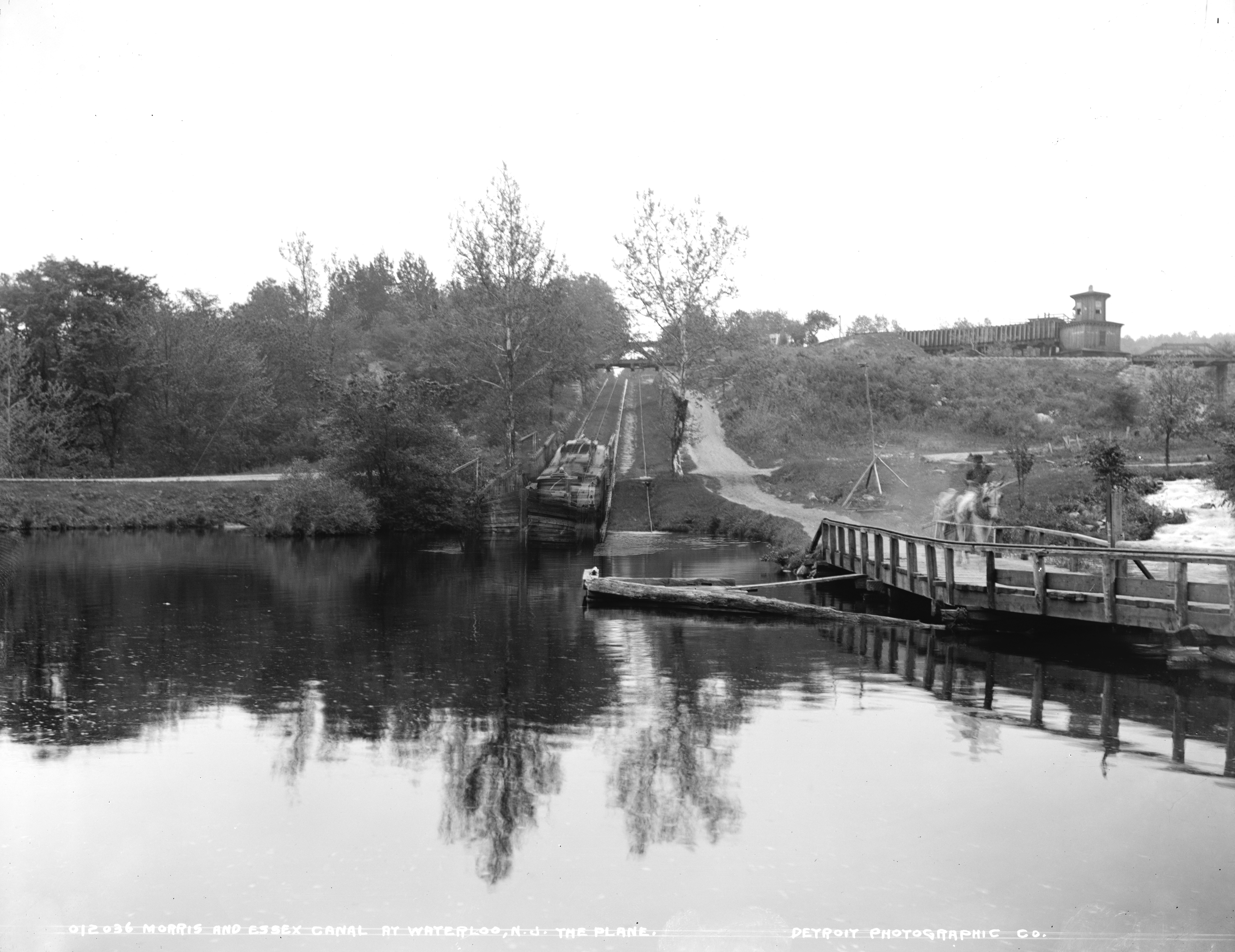
Schiefe Ebene Nr. 4 in den 1890er Jahren. Rechts oben ist der Oberwasserkanal und das Maschinenhaus für den Antrieb des Rollbergs sichtbar.
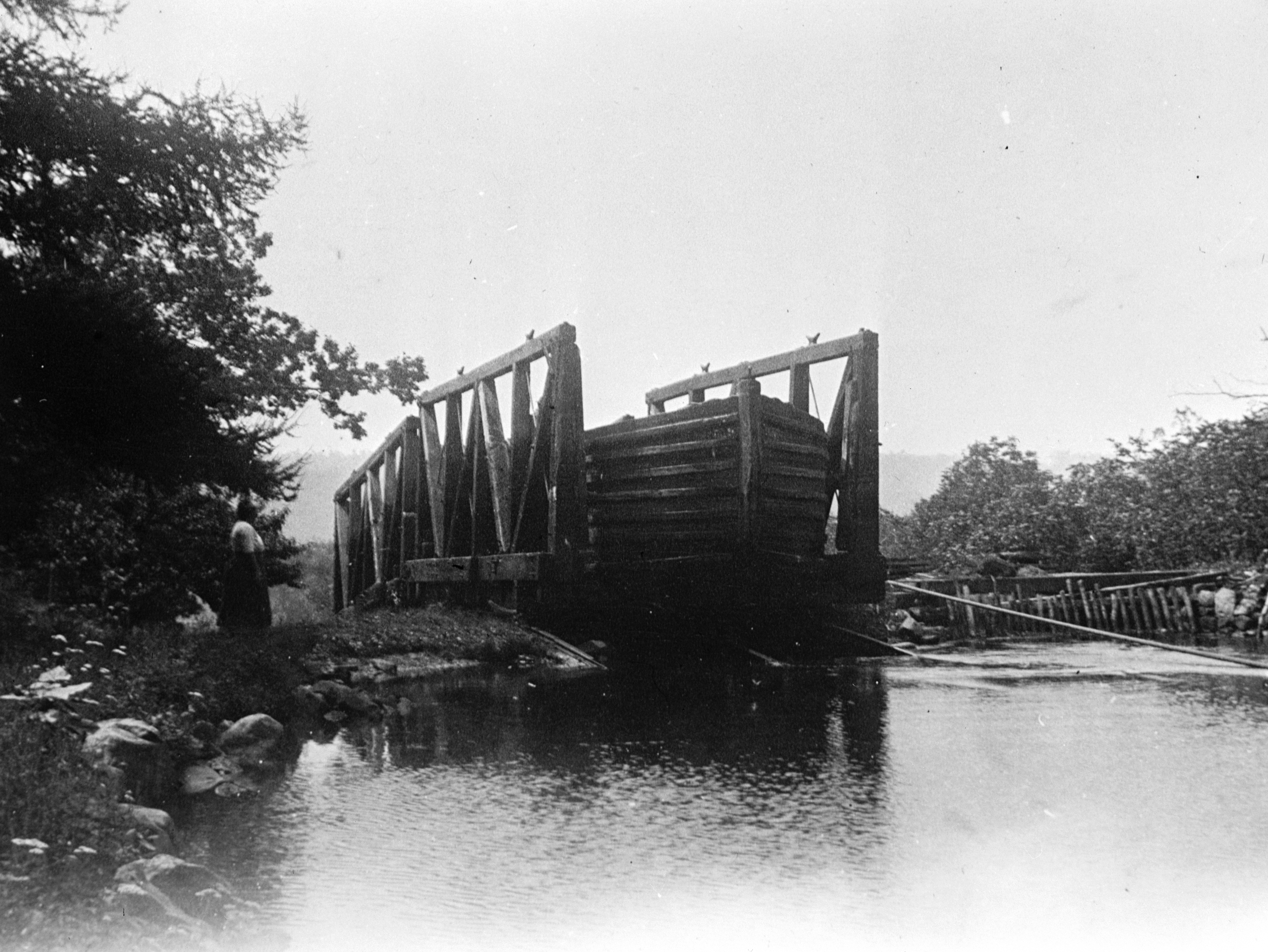
Rollwagen mit Schiff am oberen Ende einer schiefen Ebene
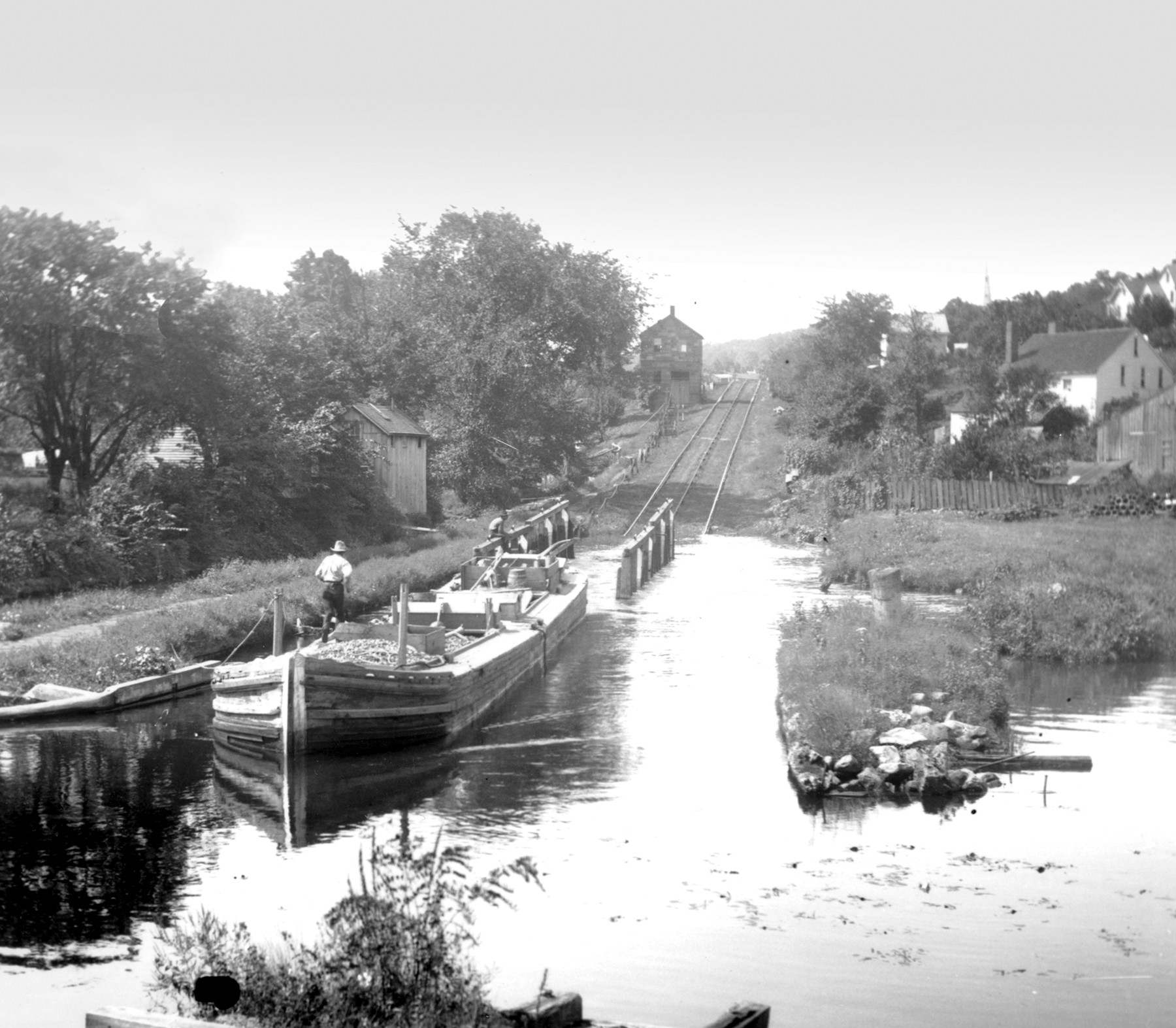
Section boat am Fuß der Rampe Nr. 6
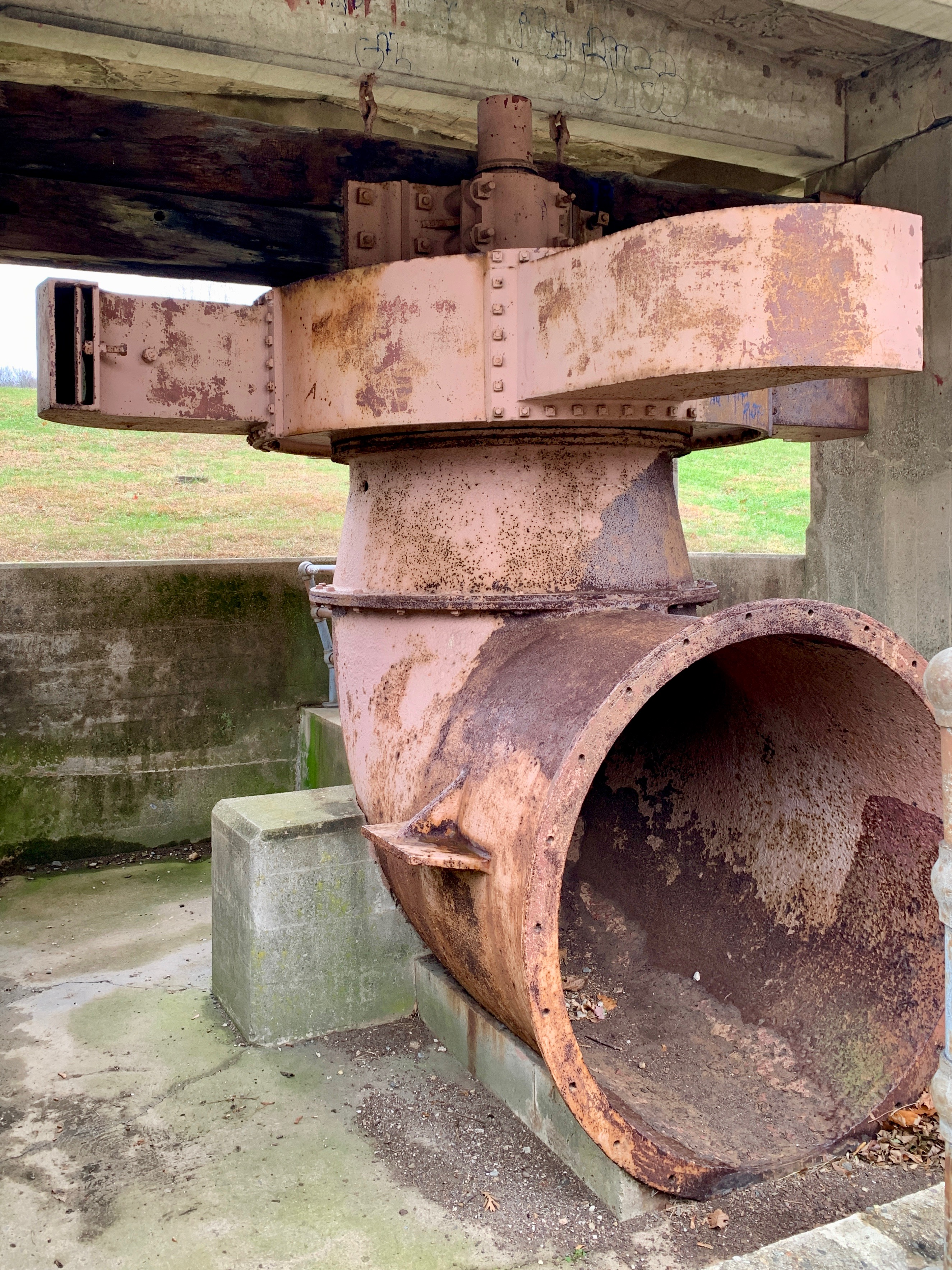
Scotch-Turbine wie sie für den Antrieb der Windwerke der schiefen Rampen benutzt wurde. Der Wassereintritt erfolgte von unten durch das große Rohr.